# حويلان
حويلان، تقع في الجزء الغربي من مدينة بريدة، وهي أكبر الخبوب. تتولى الإمارة فيها أسرة البراك، وأميرها صالح علي البراك (الذي توفي عام 1428هجرية) بعد خدمة أكثر من 50 سنة، والآن ابنه هو الأمير محمد صالح علي البراك. ويرجع الفضل في تطويرها إلى النظرة الثاقبة لأميرها الراحل صالح بن علي البراك الذي كان له الدور الكبير في إنشاء مركز التنمية الاجتماعية في عام 1380 هجرية، على الرغم من بعض المعارضات في ذلك الوقت، والتي تعرض خلالها لمقاومات واسعة واتهموه بإفساد المجتمع. ويعود تاريخ حويلان الئ مئات السنين.

## المزايا والخصائص
واشتهرت حويلان بالنخيل وبعذوبة مائها وقربها من مدينة بريدة وتعتبر أحد متنفسات مدينة بريدة الصيفية وأحد أهم مصادر الخضار والتمور لمدينة بريدة، وتسمى لدى البادية الخب الطويل، إذ يبلغ طولها أكثر من ثلاثة كيلومترات. وكانت في الماضي من أهم مصادر التمور للبادية.